# Sternflunder

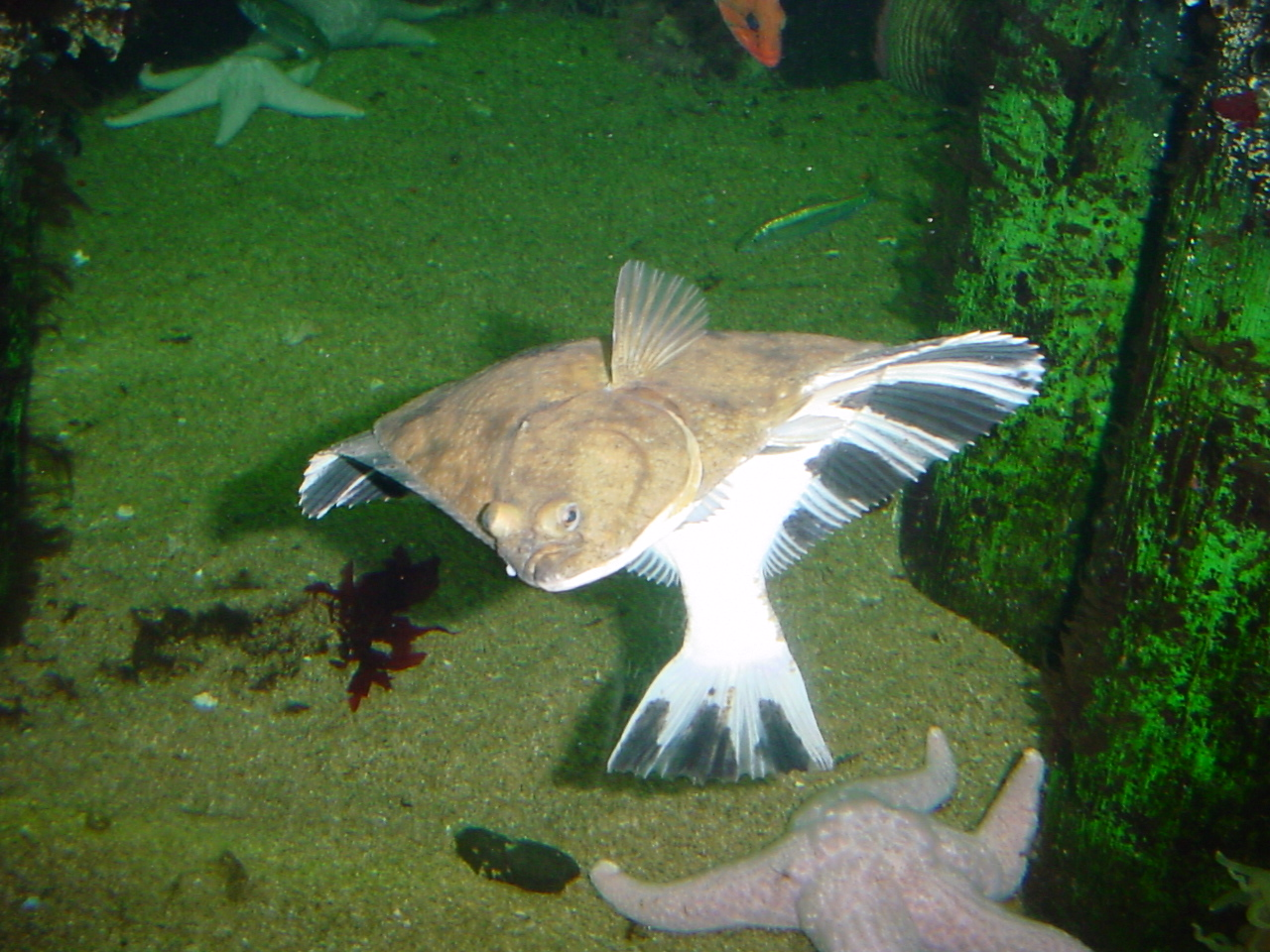

Die Sternflunder (Platichthys stellatus) ist ein Plattfisch aus den Küstengewässern des nördlichen Pazifik. Sie leben von Japan über das Beringmeer, entlang den Küsten Alaskas und Kanadas bis nach Santa Barbara. Die Sternflunder bevorzugt Brackwasser und hält sich küstennah, oft in Flussmündungen auf. Sie wandert bis zu 120 km die Flüsse hinauf. 

## Merkmale
Die Sternflunder hat einen ovalen, asymmetrischen, seitlich stark abgeflachten Körper. Rücken-, Schwanz- und Afterflosse haben abwechselnd dunkle und helle (weiß oder orange) Zonen. Die Rückenflosse beginnt über der Mitte des oberen Auges. Die dunkelbraune oder fast schwarze Augenseite ist mit rauen, sternförmigen Schuppen bedeckt. Die Blindseite ist weiß oder cremefarben, in seltenen Fällen hat sie in Teilen oder komplett die gleiche Farbe wie die Augenseite. Die Schwanzflosse ist abgerundet.
An der Pazifikküste Kanadas und der USA liegen die Augen bei 60 bis 70 % der Sternflundern auf der linken Körperseite, die restlichen sind rechtsäugig. An der Küste Alaskas und bei Japan gibt es fast nur linksäugige Exemplare. Sternflundern werden maximal 90 Zentimeter lang und erreichen ein Maximalgewicht von 9 kg. 
Flossenformel: Dorsale 52–66, Anale 38–47

## Lebensweise
Sternflundern leben im Sommer küstennah und in Flussmündungen und wandern im Winter in tieferes Wasser. Wasser mit hohem Salzgehalt meiden sie. Sie ernähren sich von Krebstieren, Würmern, kleinen Weichtieren, Schlangensternen und kleinen Fischen. Sie hybridisiert mit Parophrys vetulus und Kareius bicoloratus.